# 1000 Tage
1000 Tage ist ein realistisches Drama von Regisseur Christoph Steinau, das improvisiert inszeniert wurde. Das Drehbuch bestand vorher, die Schauspieler kannten jedoch vor den Dreharbeiten nur einen groben Umriss. Bei der Umsetzung wurde auf den Dogma-Stil zurückgegriffen. Gedreht wurde in Kassel.
Die Sprache des Films ist deutsch. Es gibt ihn mit englischen Untertiteln.

## Geschichte
1000 Tage ist der Abschlussfilm Steinaus an der Filmabteilung der Kunsthochschule Kassel. Zusammen mit Co-Autor und Kameramann Frank Schwaiger setzte Steinau das Projekt von der Idee über das Drehbuch bis zum ersten Rohschnitt in nur 3 Monaten um. Der Film wurde mit 5000 € Fördermitteln aus der Abschlussfilmförderung der Hessischen Filmförderung produziert. Der Film steht unter der Creative-Commons-Lizenz by-nc-nd frei zum Download zur Verfügung. 1000 Tage war nominiert für den Hessischen Hochschulfilmpreis 2006 und lief auf dem Dokumentar- und Videofilmfest Kassel 2006.

## Synopsis
Nachdem Katerina sich intensiv um die ersten Jahre ihrer Tochter Emma gekümmert hat, will sie wieder ihrem alten Beruf nachgehen, Schauspielerin. Der Alltagsstress und die mangelnde Unterstützung ihres Mannes Holger machen jedoch ihr Vorsprechen am Theater zunichte. Sie leidet in der biederen Welt der Gutbürgerlichen zwischen Familienterminen und Abendessen mit finanziell und spirituell satten Bekannten. Angestachelt durch einen alten Freund, den Schauspieler Stefan, reift in ihr die Idee, für die nächsten 1000 Tage einfach nur noch das zu tun, was sie wirklich will.